# Liste der Monuments historiques in Trampot
Die Liste der Monuments historiques in Trampot führt die Monuments historiques in der französischen Gemeinde Trampot auf.

## Liste der Immobilien
| Bezeichnung                 | Beschreibung                                               | Standort         | Kennzeichnung | Schutzstatus | Datum | Bild           |
| --------------------------- | ---------------------------------------------------------- | ---------------- | ------------- | ------------ | ----- | -------------- |
| Kirche St-Pierre-et-St-Paul | von 1789 bis 1791 erbaut, Entwurf François-Nicolas Lancret | Rue Morée (Lage) | PA88000046    | Inscrit      | 2010  | weitere Bilder |

## Liste der Objekte
| Bezeichnung                      | Beschreibung | Standort                                  | Kennzeichnung | Schutzstatus | Datum | Bild |
| -------------------------------- | --- | ----------------------------------------- | ------------- | ------------ | ----- | ---- |
| Rechter Seitenaltar              | mit Gemälde; Eichenholz, farbig gefasst und vergoldet, Marmor, Ölfarbe auf Leinwand, zweite Hälfte des 18. Jahrhunderts | in der Kirche St-Pierre-et-St-Paul (Lage) | PM88001814    | Inscrit      | 2010  |      |
| Skulptur Heilige Katharina       | Prozessionsskulptur; Holz, farbig gefasst, 18. Jahrhundert                                                              | in der Kirche St-Pierre-et-St-Paul (Lage) | PM88001818    | Inscrit      | 2010  |      |
| Skulptur eines heiligen Bischofs | Prozessionsskulptur; Holz, farbig gefasst, 18. Jahrhundert                                                              | in der Kirche St-Pierre-et-St-Paul (Lage) | PM88001635    | Inscrit      | 2010  |      |
| Skulptur Madonna mit Kind        | Holz, farbig gefasst, um 1600                                                                                           | in der Kirche St-Pierre-et-St-Paul (Lage) | PM88001819    | Inscrit      | 2010  |      |
| Linker Seitenaltar               | mit Gemälde; Eichenholz, farbig gefasst und vergoldet, Marmor, Ölfarbe auf Leinwand, zweite Hälfte des 18. Jahrhunderts | in der Kirche St-Pierre-et-St-Paul (Lage) | PM88001815    | Inscrit      | 2010  |      |
| Skulptur Madonna                 | Prozessionsskulptur; Holz, farbig gefasst, 18. Jahrhundert                                                              | in der Kirche St-Pierre-et-St-Paul (Lage) | PM88001817    | Inscrit      | 2010  |      |
| Skulptur eines heiligen Bischofs | Stein, farbig gefasst, 16. Jahrhundert                                                                                  | in der Kirche St-Pierre-et-St-Paul (Lage) | PM88001820    | Inscrit      | 2010  |      |
| Skulptur Heiliger Nikolaus       | Prozessionsskulptur; Holz, farbig gefasst, 18. Jahrhundert                                                              | in der Kirche St-Pierre-et-St-Paul (Lage) | PM88001816    | Inscrit      | 2010  |      |